# Georges Barnich
Georges Barnich, époux de Germaine Doignon, né le 1er avril 1876 à Arlon et décédé le 17 avril 1948 à Bruxelles, est un homme politique belge socialiste.

## Biographie
Barnich fut médecin et directeur de l'Institut Solvay.
Il fut élu sénateur provincial (1925-46) de la province d'Anvers.

## Sources
- Bio sur ODIS